# Xanthorhoe cinerearia
Xanthorhoe cinerearia là một loài bướm đêm trong họ Geometridae.